# Cylindromyia propusilla
Cylindromyia propusilla är en tvåvingeart som beskrevs av Curtis W. Sabrosky och Arnaud 1965. Cylindromyia propusilla ingår i släktet Cylindromyia och familjen parasitflugor. Inga underarter finns listade i Catalogue of Life.